# 許里巴赫河
47°07′38″N 8°35′50″E / 47.12726°N 8.59731°E

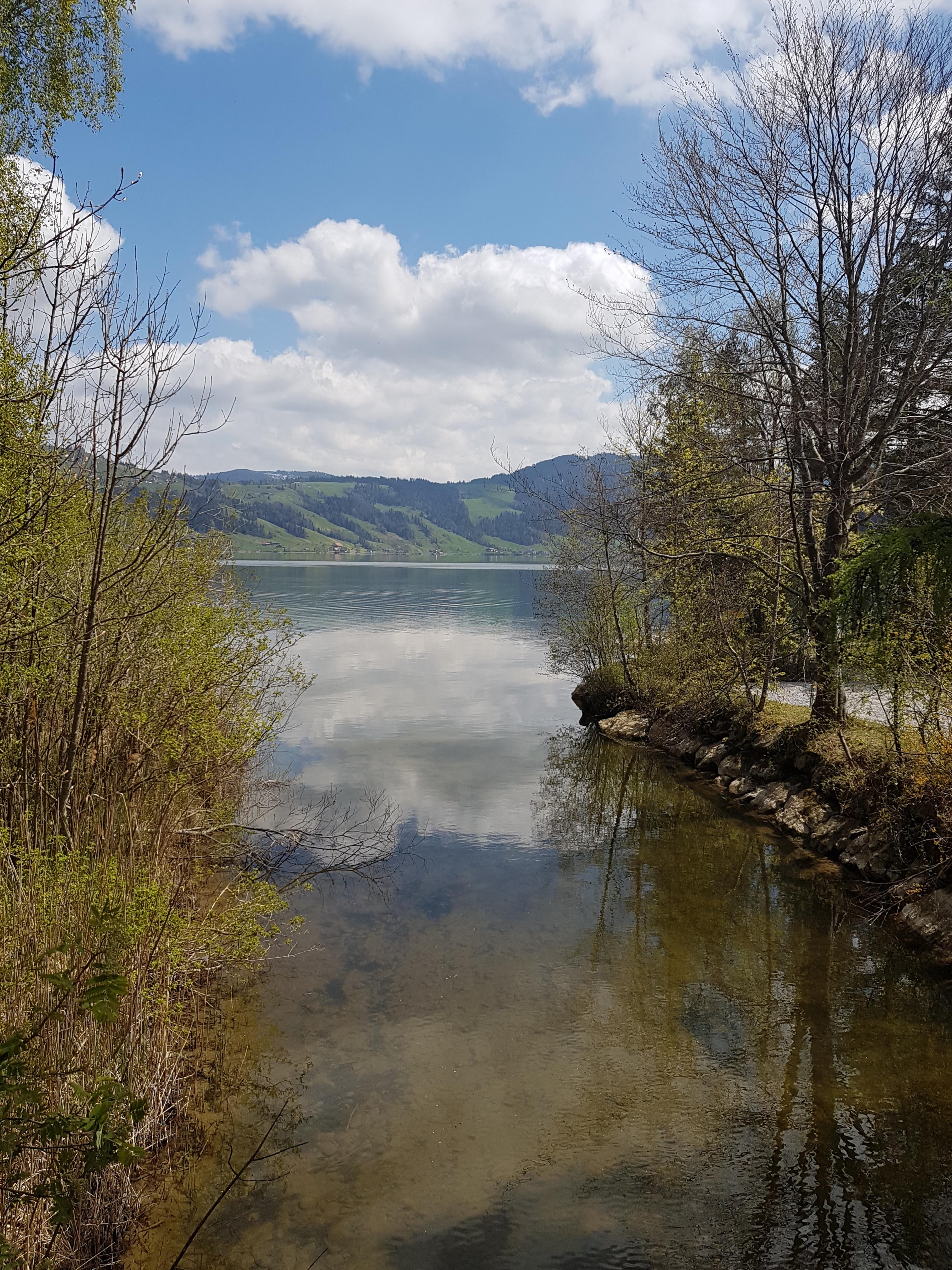

許里巴赫河是瑞士的河流，位於該國中部，流經施維茨州和楚格州，屬於洛爾澤河的支流，河道全長8.8公里，流域面積12.6平方公里，最終注入埃格里湖。